# Aeginodiscus actinodiscus
Aeginodiscus actinodiscus är en nässeldjursart som beskrevs av Ernst Haeckel 1879. Aeginodiscus actinodiscus ingår i släktet Aeginodiscus och familjen Aeginidae. Inga underarter finns listade i Catalogue of Life.